# Will Yun Lee
Will Yun Lee (Arlington (Virginia), 22 maart 1971) is een Amerikaans acteur.

## Biografie
Lee is een zoon van Koreaanse vader die een meester is in taekwondo, en in zijn jeugd heeft hij les gegeven in taekwondo in de zaak van zijn familie in Napa. Hij heeft gestudeerd aan universiteit van Berkely met een beurs voor het taekwondoteam van de universiteit en haalde zijn diploma in politicologie en culturele antropologie. Lee is vanaf oktober 2010 getrouwd.

## Filmografie

### Films
Uitgezonderd korte films.
- 2021 Wish Dragon – als mr. Wong (stem)
- 2020 Rogue Warfare 3: Death of a Nation – als Daniel
- 2019 Rogue Warfare 2: The Hunt – als Daniel
- 2019 Rogue Warfare – als Daniel
- 2018 Canal Street – als officier Hank Chu
- 2016 She Has a Name – als Akkarat
- 2016 Restored Me – als Trevor Kang
- 2015 Warrior – als Susano
- 2015 San Andreas – als dr. Kim Park
- 2015 Spy – als Timothy Cress
- 2014 The Novice – als Big Bang
- 2013 Four Assassins – als Marcus
- 2013 The Wolverine – als Kenuichio Harade
- 2013 Lost for Words – als Stanford
- 2013 Cobu – als Kaz
- 2012 Bangkok Love Story – als ??
- 2012 Red Dawn – als kapitein Cho
- 2012 Total Recall – als Marek
- 2012 Four Assassins – als Marcus
- 2011 Oka! – als Yi
- 2011 Setup – als Joey
- 2011 Where the Road Meets the Sun – als Takashi
- 2010 Five Star Day – als Samuel Kim
- 2010 Boston’s Finest – als Eddie Lao
- 2010 The King of Fighters – als Iori Yagami
- 2008 Finnegan – als Taki
- 2007 Hers – als Lucas
- 2006 Tsunami: The Aftermath – als Chai
- 2005 Elektra – als Kirigi
- 2004 Torque – als Val
- 2002 Die Another Day – als kolonel Moon
- 2002 Four Reasons – als Buddha
- 2002 Face – als Daniel
- 2000 Witchblade – als Danny Woo
- 2000 The Disciples – als Yoyo Lee
- 2000 What's Cooking? – als Jimmy Nguyen
- 2000 Gung Fu: The New Dragon – als Danny

### Televisieseries
Uitgezonderd eenmalige gastrollen.
- 2017-2024 The Good Doctor als dr. Alex Park – 112 afl.
- 2022 The Guardians of Justic - als Marvelous Man - 7 afl.
- 2021-2022 Blade Runner: Black Lotus - als Joseph (stem) - 12 afl.
- 2021 The Girl in the Woods - als Arthur Deane - 6 afl.
- 2018-2020 Altered Carbon als Takeshi Kovacs – 12 afl.
- 2016-2018 Falling Water – als Taka – 20 afl.
- 2010-2017 Hawaii Five-0 – als Sang Min – 11 afl.
- 2015 Strike Back – als Kwon – 7 afl.
- 2014 True Blood – als Gus – 5 afl.
- 2014 Intelligence – als Jin Cong – 2 afl.
- 2007 Bionic Woman – als Jae Kim – 7 afl.
- 2007 Fallen – als Mazarin – 4 afl.
- 2006 Thief – als Vincent Chan – 6 afl.
- 2003-2004 10-8: Officers on Duty – als Danny Chang – 2 afl.
- 2001-2002 Witchblade – als Danny Woo – 23 afl.

### Computerspellen
- 2024 Like a Dragon: Infinite Wealth - als Masato Arakawa
- 2020 Yakuza: Like a Dragon – als Masato Arakawa
- 2013 Saints Row IV – als stem
- 2013 Sleeping Dogs: Year of the Snake – als Wei Shen
- 2012 Sleeping Dogs: Zodiac Tournament – als Wei Shen
- 2012 Sleeping Dogs – als Wei Shen
- 2012 Infex – als IngenBio beveiliger
- 2012 The Amazing Spider-Man – als stemmen
- 2011 Saints Row: The Third – als stemmen